# Кине, Фернан
Фернан Кине́ (фр. Fernand Quinet; 29 января 1898 — 24 октября 1971) — бельгийский виолончелист, дирижёр и композитор.
Окончил Брюссельскую консерваторию, в 1921 г. за кантату «Война» был удостоен бельгийской Римской премии, аналога французской. На раннем этапе карьеры выступал как виолончелист — в частности, играл в 1918—1922 гг. в ведущем бельгийском струнном квартете Pro Arte, а в 1923 г. стал, наряду с игравшим на скрипке Францем Андре, одним из первых музыкантов, выступавших в эфире начавшегося в Бельгии регулярного радиовещания. Постепенно вокруг этих двух музыкантов сложился будущий Симфонический оркестр Бельгийского радио.
С 1927 года Кине руководил консерваторией в Шарлеруа, где его учеником был Артюр Грюмьо, а в 1938 г. возглавил Льежскую консерваторию. Во главе этого учебного заведения и его оркестра Кине успешно преодолел тяготы Второй мировой войны и сумел восстановить в консерватории музыкальное образование. В 1958 г. гастролировал в СССР. В 1960 г., с учреждением Льежского симфонического оркестра, Кине провёл конкурсный набор музыкантов в новый состав и на протяжении первых трёх лет был его художественным руководителем. Во главе оркестра выступал вместе с такими солистами, как Эмиль Гилельс, Дьёрдь Цифра, Владимир Ашкенази, Вильгельм Кемпф, Давид Ойстрах, Айзек Стерн, Леонид Коган, Эмил Камиларов…
Автор симфонических произведений, сюиты «Лесная школа» (фр. L'École buissonière) для струнного квартета, Сюиты для двух кларнетов и бас-кларнета, Сонаты для альта и фортепиано и др.